# ایزبیتسه
ایزبیتسه (به لهستانی:  Izbice) یک روستا در لهستان است که در گمینا راویچ واقع شده‌است.